# Marcus Nash
(en) Statistiques sur pro-football-reference
Marcus DeLando Nash, né le 1er février 1976 à Tulsa, est un joueur professionnel américain de football américain ayant joué en National Football League (NFL), Ligue canadienne de football (LCF) et en Arena Football League (AFL). Il y occupait le poste de wide receiver.
Il remporte le Super Bowl XXXIII avec la franchise des Broncos de Denver au terme de la saison 1998 de la NFL et le Super Bowl XXXV avec la franchise des Ravens de Baltimore au terme de la saison 2000.

## Biographie

### Enfance
Nash étudie à la Edmond Memorial High School de Tulsa avant d'entrer à l'université du Tennessee.

### Carrière

#### Université
Il joue au poste de wide receiver avec l'équipe de football américain universitaire des Volunteers du Tennessee entre 1994 et 1997 où il devient une des cibles favorites, avec Joey Kent (en) , du quarterback Peyton Manning. Il y bat plusieurs records de l'université en 1997,. En quatre saisons, il totalise 177 réceptions pour un gain cumulé de 2447 yards tout en inscrivant vingt touchdowns.

#### Professionnel
Marcus Nash est sélectionné en 30e choix global lors du premier tour de la draft 1998 de la NFL par la franchise des Broncos de Denver lesquels viennent de remporter le Super Bowl XXXII. La saison rookie de Nash est décevante puisqu'il ne réussit que quatre réceptions pour un gain cumulé de 76 yards, ce qui est très peu comparé aux autres attaquants de l'équipe. Il remporte néanmoins le Super Bowl XXXIII au terme de la saison. Après deux matchs dont un comme titulaire en 1999 où il ne reçoit aucun ballon, il est échangé aux Dolphins de Miami contre John Avery avant d'être remercié une semaine plus tard.
Le 25 octobre 1999, Nash signe avec les Ravens de Baltimore mais n'y dispute qu'un seul match même si la franchise remporte  le Super Bowl XXXV au terme de la saison. Libéré au cours de l'avant saison 2000, il revient dans l'effectif en cours de championnat mais ne disputera aucun match et quitte Baltimore en avril 2001. Trois jours plus tard, il signe à nouveau chez les Dolphins de Miami mais n'intègre pas l'effectif final. De plus, il se blesse à la mâchoire,. En 2002, il tente à nouveau sa chance chez les Ravens mais n'est pas conservé par le roster final. Ayant été libéré par les Ravens, il s'engage avec les Blue Bombers de Winnipeg de la Ligue canadienne de football, mais se blessant aux côtes, il n'y dispute aucun match.
En 2003, il est contacté par la Fury de Détroit, équipe d'Arena Football League, où il doit être un des receveurs du quarterback Andy Kelly (en). Cette signature est une renaissance pour Nash puisqu'il réussit soixante-neuf réceptions pour un gain cumulé de 866 yards tout en inscrivant vingt-quatre touchdowns. Toujours en Arena League, il rejoint ensuite pour trois saisons, les Gladiators de Las Vegas, où il joue notamment avec le quarterback Clint Dolezel (en). Il y reçoit le titre 2004 de meilleur joueur offensif AFL et est sélectionné dans l'équipe-type de la saison. Nash joue ensuite pendant deux saisons avec les Desperados de Dallas mais se brise la nuque en 2008 l'obligeant à subir une opération chirurgicale qui met fin à sa carrière.